# Lubomír Blažek
Lubomír Blažek (* 24. listopadu 1978) je bývalý český fotbalista.

## Fotbalová kariéra
V české lize hrál za FK Jablonec. Nastoupil ve 2 ligových utkáních. Za mládežnickou reprezentaci nastoupil ve 21 utkáních.

## Ligová bilance
| Ročník                          | Zápasy | Góly | Klub        |
| ------------------------------- | ------ | ---- | ----------- |
| 1. česká fotbalová liga 1996/97 | 2      | 0    | FK Jablonec |
| CELKEM 1. česká liga            | 2      | 0    |             |